# 张正明 (1938年)
张正明（1938年11月—），山西太原人，中华人民共和国学者、政治人物，曾任山西省政协副主席，中国民主促进会中央委员会常务委员、山西省委员会主任委员，现任中国明史学会首席顾问。